# Hartline (Washington)
Hartline es un pueblo ubicada en el condado de Grant en el estado estadounidense de Washington. En el año 2000 tenía una población de 134 habitantes y una densidad poblacional de 157 personas por km².

## Geografía
Hartline se encuentra ubicada en las coordenadas 47°41′24″N 119°6′26″O / 47.69000, -119.10722.

## Demografía
Según la Oficina del Censo en 2000 los ingresos medios por hogar en la localidad eran de $27.917, y los ingresos medios por familia eran $35.625. Los hombres tenían unos ingresos medios de $24.792 frente a los $26.250 para las mujeres. La renta per cápita para la localidad era de $14.335. Alrededor del 8,5% de la población estaban por debajo del umbral de pobreza.